# Університет Огайо
Університет Огайо (англ. Ohio University) — американський державний дослідницький університет, розташований у кампусі 7,5 кв. км. у місті Атенс, штат Огайо. Університет Огайо є першим вузом в Америці, утвореним актом Конгресу, а також першим університетом на території колишньої Північно-Західної території; він також є дев'ятим найстарішим державним університетом у Сполучених Штатах. У головному кампусі, розташованому в місті Атенс, навчається понад 26 000 студентів, які приїжджають із практично кожного штату та приблизно зі 100 країн.